# Lal Hilditch
Clarence George Hilditch, detto Lal (Hartford, 2 giugno 1894 – Manchester, 31 ottobre 1977), è stato un calciatore e allenatore di calcio inglese, di ruolo centrocampista o difensore.

## Carriera
Hilditch è nato ad Hartford, iniziando la propria carriera calcistica tra le file dell'Hartford City, prima di trasferirsi al Witton Albion e successivamente all'Altrincham nel 1915. Nel gennaio del 1916 passò al Manchester United. Inizialmente gli venne assegnato il ruolo di esterno sinistro ma presto venne adattato anche a giocare come terzino.
Nell'estate del 1920 fu selezionato dalla Federcalcio inglese per far parte di una squadra di 20 giocatori che si sarebbero recati in Sudafrica per un tour di 14 partite. Hilditch ha partecipato a tutti e tre i "test" contro il Sudafrica, avvicinandosi di fatto alla prima convocazione in Nazionale inglese.
Nell'ottobre del 1926, dopo che il tecnico John Chapman fu sospeso per ragioni sconosciute, Hilditch si vide costretto a dover assumere il ruolo da allenatore per tutto il resto della stagione.
Dopo 16 anni passati ai Red Devils dove ha disputato in tutto 322 gare di campionato mettendo a segno 7 reti, deciderà di ritirarsi dal calcio giocato nel 1932 senza esser mai riuscito a vincere un singolo trofeo con il club.

## Statistiche da allenatore
| Squadra           | Nazione                | Da           | A           | Partite  | Partite | Partite    | Partite | Partite       |
| Squadra           | Nazione                | Da           | A           | Panchine | Vinte   | Pareggiate | Perse   | % di vittorie |
| ----------------- | ---------------------- | ------------ | ----------- | -------- | ------- | ---------- | ------- | ------------- |
| Manchester United | Inghilterra (bandiera) | Ottobre 1926 | Aprile 1927 | 30       | 9       | 7          | 14      | 30.00         |